# Natiruts
Natiruts, inicialmente conhecida como Nativus, foi uma banda de reggae brasileira formada em 1996 no Distrito Federal, liderada por Alexandre Carlo, vocalista e principal compositor do grupo,. Chamada inicialmente Nativus, a banda foi rebatizada de Natiruts devido a um grupo catarinense de música nativista, Os Nativos, que entrou com um processo. A banda defende o reggae de raiz, mas incorporou ao som uma grande influência brasileira. Quando ainda se chamava Nativus, o grupo vendeu 40 mil discos independentes com o sucesso "Presente de Um Beija-Flor", até ser contratada pela EMI. A nova edição do disco, Nativus, vendeu 450 mil cópias. O segundo disco, Povo Brasileiro, foi produzido por Liminha e, como o reggae de Bob Marley, tem músicas com mensagens de alto teor político, como "Proteja-Se e Lute" e "Povo Brasileiro".
Sem muitas novidades na sonoridade da banda, em 2001, é lançado Verbalize, com destaque para as faixas “Verbalize" e "Andei Só”, hits da época. O terceiro álbum traz também a participação especial de Rodolfo Abrantes, antigo vocalista dos Raimundos, na faixa "Homem do Povo". Em 2002, gravam o disco Qu4tro, que marca a saída do guitarrista Kiko Peres da banda. Natiruts ressurge com Nossa Missão, lançado em 2005. Neste disco, produzido pelo próprio Alexandre Carlo, o grande diferencial é a aproximação com o Dub, a vertente mais psicodélica do reggae, que incorpora experimentações, sem contenção na adição de efeitos, como Delays e Reverbs, surgida na Jamaica dos anos 70. O grupo anunciou sua separação em 2024.

## História

### Início

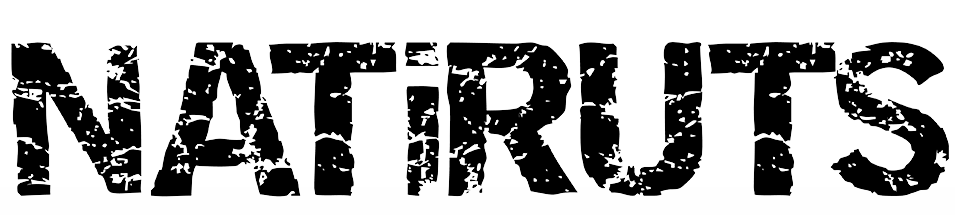
Logo da banda

Surgida no ano de 1996 em Brasília por Alexandre Carlo, que na época, estudante universitário, tinha a música como válvula de escape das suas alegrias e desilusões com a realidade brasileira. Sem pretensões maiores, visto já encaminhado na profissão de analista de sistemas, compunha canções no estilo em que mais se sentia à vontade: o reggae. Numa das cervejadas do time de futebol da UnB conheceu Waldivino Pires de Moraes Jr, mais conhecido como Juninho. Por volta de agosto de 1995 na casa do amigo Juninho, Alexandre apresentaria, pela primeira vez, sua mais nova composição - Surfista do Lago Paranoá. Foi então que Alexandre convidou Luis Mauricio e Bruno Dourado, companheiros de time de futebol na UnB, para assumirem o baixo e a percussão. A primeira apresentação da banda, que então se chamava Nativus, aconteceu no dia 29 de março de 1996, na casa de um amigo de infância de Luís Mauricio e Bruno Dourado. Neste mesmo dia, André Carneiro foi convidado para ser o guitarrista solo. Dias depois, foi a vez de Izabella Rocha entrar para a equipe, assumindo o posto de backing vocal. Depois de muitos ensaios e alguns shows, Carneiro resolveu deixar o grupo, dando lugar a Kiko Peres. Fizeram alguns ensaios com essa formação.
A princípio, era uma banda de reggae comum de quatro componentes, no entanto, a influência da música brasileira era forte nas melodias e harmonias das músicas e a necessidade de se fazer um reggae roots brasileiro era definitiva. Por isso fez-se necessária a inclusão de mais elementos musicais na banda. A partir daí a banda criaria identidade própria. O próximo passo era gravar uma fita amadora, que foi gravada ainda na época das fitas cassetes. A reprodução era caseira, nos velhos três em um duplo deck. Alexandre Carlo escolheu o nome Nativus como ideal para a nova banda. A aceitação foi boa por parte das críticas. Alguns shows aconteceram e logo concretizou a possibilidade de se gravar um CD, intitulado Nativus. Kiko Peres tinha um amigo da cena musical brasiliense que estava radicado no Rio de Janeiro havia algum tempo. Esse amigo estava trabalhando num grande estúdio carioca e talvez conseguisse um esquema de pagamento por partes da tal gravação. Esse amigo era Tom Capone que acabou participando de uma faixa e posteriormente produziria dois discos da banda, o Verbalize e o Qu4tro que contou com Tonho Gebara na guitarra solo.
Em 1999, a banda teve que alterar seu nome para Natiruts, devido a um grupo gaúcho de música regional de nome similar, Os Nativos, que entrou com um processo contra os brasilienses. A banda defende o reggae de raiz, mas incorporou ao som uma grande influência brasileira. Quando ainda se chamava Nativus, o grupo vendeu 40 mil discos independentes, até ser contratado pela EMI em 1998. A nova edição do disco, Nativus, vendeu meio milhão de cópias em pouco mais de um ano, e a música Presente de um beija-flor se tornou um dos fenômenos de sua geração.

### Povo Brasileiro,VerbalizeeQu4tro
Em 1999, é lançado seu segundo disco, Povo Brasileiro, produzido por Liminha. Este álbum conta com músicas com mensagens de alto teor político, como "Proteja-se e Lute" e a faixa-título "Povo Brasileiro". No mesmo ano, Alexandre participou de Só no Forevis, dos igualmente brasilienses Raimundos, cantando um verso em "Deixa Eu Falar". O cantor do grupo, Rodolfo Abrantes, retribuiria o favor participando de uma canção dos Natiruts, "Homem do Povo", parte do álbum de 2001 Verbalize, que também teve como destaque as faixas "Andei Só" e "Verbalize".
Em 2002, é lançado o álbum Qu4tro, que marca a saída do guitarrista Kiko Péres da banda.

### Nossa Missão,Natiruts Reggae PowereRaçaman
Natiruts ressurge com Nossa Missão, lançado em 2005. Neste disco, produzido pelo próprio Alexandre Carlo, vocalista e principal compositor do grupo, o grande diferencial é a aproximação com o Dub, a vertente mais psicodélica do reggae, que incorpora experimentações, sem contenção na adição de efeitos, como delays e reverbs, surgida na Jamaica da década de 1970, e também a aproximação de ritmos latinos vertentes do reggae como o Dancehall, Ragga e o Reggaeton.
Em 12 de setembro de 2006, a banda gravou o primeiro DVD da carreira, Natiruts Reggae Power, no Credicard Hall, em São Paulo. Este trabalho figurou como n.º 1 em vendas no Brasil por vários meses, além de colocar a faixa homônima "Natiruts Reggae Power" como um dos maiores hits da época que é cantada até hoje. Este trabalho surgiu também como uma forma de tornar mais popular o reggae no cenário nacional, com regravações de grandes sucessos da banda e comemorando os 10 anos de formação. Bom exemplo disso são faixas como 'Naticongo' e 'Leve Com Você', que mesmo já tendo sido lançadas em CDs anteriores, atingiram grande sucesso com o público que não acompanhava a banda desde o início, graças ao CD/DVD Ao Vivo. Em 2007 ainda, foi lançado o CD Natiruts de A a Z com alguns dos maiores sucessos da banda como: 'Cantar', 'Presente de um Beija-Flor', 'Deixa o Menino Jogar, etc.
Lançado em 2009, o álbum Raçaman marca uma nova fase em sua sonoridade, mais próxima do que se conhece como world music. Este álbum também funda uma forma muito própria e original de se interpretar o ritmo vindo da Jamaica e que consequentemente insere diferentes leituras do que se conhece como reggae de raiz. O álbum também gerou o hit "Sorri, Sou Rei", grande sucesso no Brasil, que se tornou a canção mais executada do grupo no exterior. 

### Acústico
Em 1º de fevereiro de 2012, a banda gravou seu segundo DVD e o primeiro acústico da carreira, intitulado apenas de Acústico, seu primeiro trabalho pela gravadora Sony Music. O local escolhido para a gravação foi o Morro Dona Marta, no Rio de Janeiro. É considerado um dos registros audiovisuais com imagens mais espetaculares da história da música brasileira. Aliado a isso, é uma enxurrada de hits e canções do lado B que se integraram perfeitamente com a exuberância da cidade maravilhosa vista de cima. Esse trabalho insere o grupo definitivamente no hall de artistas brasileiros mais conhecidos no exterior. Chegando ao ponto, em 2017 se tornar o segundo artista brasileiro mais ouvido no mundo na época, atrás apenas do maestro Tom Jobim.
Em 2014, a banda lança #NOFILTER, seu terceiro DVD, gravado na Fundição Progresso, Rio de Janeiro. O show aconteceu no final de janeiro daquele ano durante o verão carioca, e possui além dos clássicos da banda, algumas releituras de músicas como "Zóio de Lula" (Charlie Brown Jr.), Faroeste Caboclo (Legião Urbana) e "Mensagem de Amor" (Os Paralamas do Sucesso). Esse DVD também é marcado pela volta de Kiko Peres como músico de apoio da banda, tendo saído do Natiruts em 2002 e retornado em 2013. 

### Natiruts Reggae Brasil
Em janeiro de 2015, o grupo já começou o ano com a gravação de um novo DVD histórico: Natiruts Reggae Brasil. O show aconteceu em Salvador e reuniu grandes nomes do reggae no Brasil e da música pop interpretando hits do estilo musical e outros produzidos no país, como Edu Ribeiro, Armandinho, Edson Gomes, Sine Calmon, Duda Diamba, Maskavo, Chimarruts, Planta e Raiz, Ponto de Equilíbrio e Cidade Negra, além de contar com participações de Ivete Sangalo, Saulo Fernandes e Gilberto Gil.

### Fim da banda e turnê de despedida
Em fevereiro de 2024, a banda anunciou o seu fim com a turnê de despedida Leve Com Você, nome em homenagem à canção lançada em 2002. Segundo a revista Billboard, o vocalista Alexandre Carlo explicou que a decisão de encerrar a carreira musical de quase três décadas se deu por "limites criativos". Ele afirmou: "Ninguém nunca vai conseguir dizer tudo o que o reggae pode dizer. Mas o Natiruts, dentro de nós, como seres humanos restritos, chegou a um limite criativo. Eu não sei mais fazer um álbum inteiro e soar interessante, como já fizemos em outras oportunidades." No dia 1.º de fevereiro de 2025, a banda se apresentou no festival Planeta Atlântida.

## Integrantes

### Última formação
- Alexandre Carlo: vocal, violão, guitarra rítmica (1996–2025)
- Luís Maurício: baixo e vocal de apoio (1996–2025)

### Ex-integrantes
- Izabella Rocha: vocal de apoio (1997–2005)
- Bruno Dourado: percussão (1997–2005)
- Juninho: bateria (1996–2010)
- Kiko Peres: guitarra solo (1996–2002)

## Discografia

### Álbuns de estúdio
- (1997) Nativus
- (1999) Povo Brasileiro
- (2001) Verbalize
- (2002) Qu4tro
- (2005) Nossa Missão
- (2009) Raçaman
- (2017) Índigo Cristal
- (2018) I Love
- (2021) Good Vibration

### DVDs e álbuns ao vivo
- (2006) Natiruts Reggae Power
- (2012) Acústico
- (2014) #NOFILTER
- (2015) Natiruts Reggae Brasil

## Singles
| Ano  | Single                              | Portugal | Brasil |
| ---- | ----------------------------------- | -------- | ------ |
| 1997 | "Deixa o Menino Jogar"              | -        | -      |
| 1998 | "Liberdade Pra Dentro da Cabeça"    | -        | -      |
| 1999 | "Presente de Um Beija-Flor"         | -        | -      |
| 2000 | "O Carcará e a Rosa"                | -        | 5      |
| 2000 | "Eu e Ela"                          | -        | -      |
| 2001 | "Andei Só"                          | -        | 24     |
| 2002 | "Bob Falou"                         | -        | 25     |
| 2005 | "Não Chore Meu Amor"                | -        | 44     |
| 2006 | "Quero Ser Feliz Também"            | -        | 1      |
| 2007 | "Natiruts Reggae Power"             | 42       | 1      |
| 2008 | "Naticongo"                         | -        | 14     |
| 2009 | "Raçaman"                           | -        | 15     |
| 2009 | "Groove Bom"                        | -        | 9      |
| 2009 | "Sorri, Sou Rei"                    | 8 (2013) | 7      |
| 2010 | "Você Me Encantou Demais"           | -        | 9      |
| 2012 | "Supernova"                         | -        | 18     |
| 2013 | "Quero Ser Feliz Também (Acústico)" | -        | 21     |
| 2016 | "Dou Não Dou"                       | -        | 38     |
| 2017 | "Sol do Meu Amanhecer"              | -        | 69     |
| 2017 | "Na Positiva"                       | -        | 40     |
| 2018 | "Serei Luz" (part. Thiaguinho)      | -        | 64     |
| 2019 | "I Love" (part. Morgan Heritage)    | -        | 90     |

## Prêmios e nomeações
| Ano  | Organização                                    | Prêmio                             | Nomeação                            | Resultado | Ref    |
| ---- | ---------------------------------------------- | ---------------------------------- | ----------------------------------- | --------- | ------ |
| 2013 | Grammy Latino                                  | Melhor Álbum Pop Contemporâneo     | Natiruts Acústico no Rio de Janeiro | Indicado  | [ 10 ] |
| 2016 | Associação Brasileira dos Produtores de Discos | DVD de Ouro                        | Natiruts Reggae Brasil              | Venceu    |        |
| 2021 | Grammy Latino                                  | Melhor Canção em Língua Portuguesa | "Lágrimas de Alegria" (com Maneva)  | Indicado  | [ 11 ] |

### Sítios e redes sociais
- «Sítio oficial» [ligação inativa]
- «Natiruts». no Genius
- Natiruts (em inglês) no Discogs
- Natiruts no Facebook
- Natiruts no Instagram
- Natiruts no X

### Plataformas destreaming
- «Natiruts». na Amazon Music
- «Natiruts». no Apple Music
- «Natiruts». no Deezer
- «Natiruts». no Spotify
- «Natiruts». no YouTube Music